# Отряд соколов Като
«Отряд соколов Като» (яп. 加藤隼戦闘隊 Като: хаябуса сэнто:тай), англ. Kato's Falcon Fighters — японский чёрно-белый пропагандистский фильм в жанре военной драмы, поставленный режиссёром Кадзиро Ямамото и выпущенный на японские киноэкраны в 1944 году. Это биографический фильм о реальном герое японских военно-воздушных сил, подполковнике Татэо Като. В фильме отражена деятельность Татэо Като начиная с его принятия командования 64-м истребительным авиаотрядом в 1941 году, когда он был ещё в чине майора, и заканчивая его гибелью 22 мая 1942 года. В этом фильме наиболее определённо воплотилась концепция военного кинематографа: единая в своих действиях, мыслях и порывах солдатская масса и, как её частица, герой, выполняющий свой патриотический долг. «Отряд соколов Като» оказался самым кассовым фильмом в Японии 1944 года.

## Сюжет

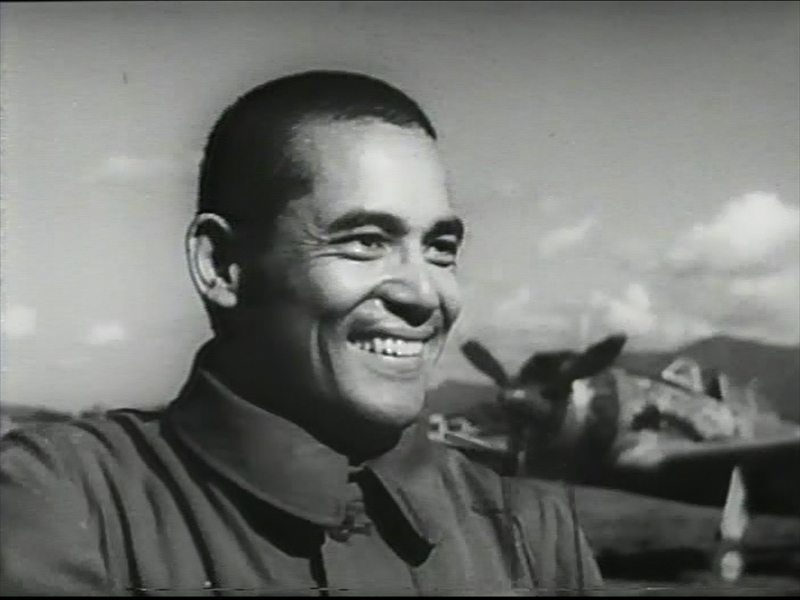
Сусуму Фудзита в роли Като на фоне самолёта Накадзима Ки-43-II изображает радость от известия об удачном нападении Японии на Перл-Харбор

Полковник Като был настоящим командиром одной из самых восхитительных эскадрилий в ВВС японской армии. Татэо Като был офицером, которого пилоты уважали за его честность и отличные лётные способности. На экране показан тот период его биографии, когда он уже многого достиг и принял командование элитным 64-м истребительным авиаотрядом, базирующимся в Гуаньчжоу (Китай), и оснащённому новейшими истребителями «Накадзима Ки-43 Хаябуса». Действие фильма начинается перед самым нападением на Перл-Харбор 7 декабря 1941 года. Подразделение Като участвует в боевых полётах на ранних этапах военных действий, особенно отличившись во время битвы за Малайю. Затем группе штурмовиков Като было поручено сопровождать десантный транспортный самолёт для захвата нефтяных месторождений на Борнео, где лётчики проявили себя успешно, с минимальными потерями. После оказания помощи в завоевании Голландской Ост-Индии, 64-й переходит в Бирму. Когда в 1942 году армии стран союзников становятся более жёстким противником, Королевские Военно-воздушные силы Великобритании хорошо справляются с бомбардировками японских аэродромов. Это заставляет командира Като держать патрули истребителей наготове. Именно после одного из таких рейдов командир подразделения Като в конце 1942 года был сбит над морем, преследуя несколько бомбардировщиков противника.

## История создания
Фильм был снят при поддержке министерства армии.
В основе сценария лежала книга «Боевой отряд соколов Като» (яп. 加藤隼戦闘部隊 Като: хаябуса сэнто: бутай), написанная двумя старшими лейтенантами, служившими в авиаотряде Татэо Като.
Во время обучения на командирских курсах в армейской лётной школе Акэно в 1942 году Ёхэй Хиноки и Такэси Эндо составили что-то вроде военного дневника, в котором описывалась их служба в 64-м авиаотряде под командованием Като на начальных этапах Второй мировой войны.
В 1943 году книга была опубликована.
Эндо не дожил до выхода книги: в марте 1943 года он был сбит над китайской провинцией Юньнань.
Хиноки в том же году был тяжело ранен на бирманском фронте и потерял ногу, но выжил и вернулся к полётам.

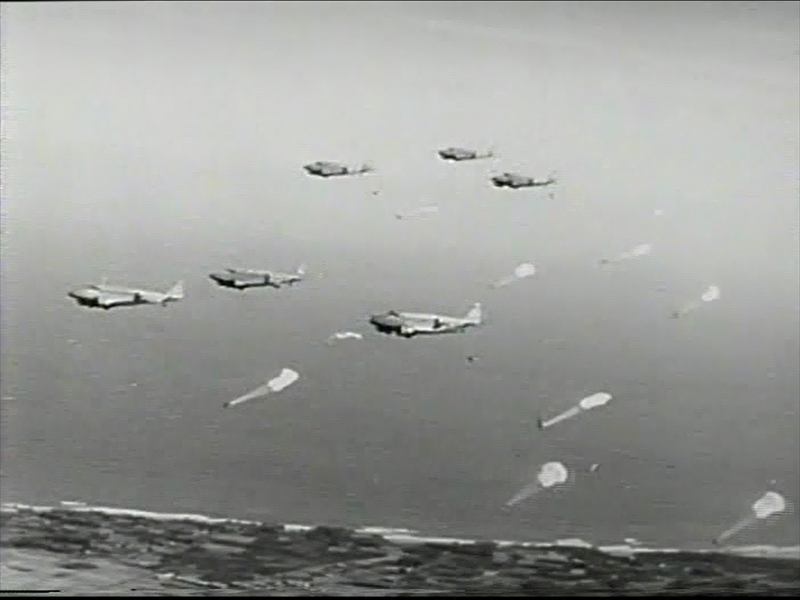
Воссозданная для фильма сцена высадки парашютного десанта в Палембанге

Поскольку съёмки фильма проводились под эгидой министерства армии, съёмочная группа имела доступ к лётным школам, военным базам и технике.
В фильме «снимались» настоящие истребители Накадзима Ки-43 «Хаябуса» и Ки-27, бомбардировщики Мицубиси Ки-21, транспортные самолёты Накадзима Ки-34.
Для пущего реализма были задействованы и захваченные вражеские самолёты, например, Брюстер F2А «Буффало», Кёртисс P-40 «Уорхок», Локхид «Хадсон».
Впрочем, съёмочная группа позволяла себе небольшие отступления от действительности.
Во время службы Татэо Като на тихоокеанском театре военных действий японская армия использовала в основном истребители Накадзима Ки-43-I, но в фильме были задействованы главным образом более поздние Ки-43-II.
В некоторых фоновых сценах роли вражеских самолётов исполняли японские Ки-44 «Сёки».
Несколько сцен с воздушной акробатикой были позаимствованы из более ранней кинокартины студии Toho 1942 года «Триумф крыльев», ещё несколько — из документальных съёмок режиссёра Такэо Мураты, который снимал кинохронику на фронтовых аэродромах.
Но основная масса воздушных сцен представляла собой оригинальные съёмки, сделанные специально для фильма.
Чтобы съёмочная группа могла вести съёмки в воздухе, армейские чиновники дополнительно выделили им три самолёта: истребитель, бомбардировщик и разведчик.
Однажды, снимая воздушный бой на высоте 6000 метров, оператор Акира Мимура так увлёкся, что, забывшись, наполовину высунулся из самолёта.
Режиссёру Кадзиро Ямамото пришлось держать его изо всех сил, чтобы он не вывалился.
Поскольку авиаотряд Като участвовал в суматранской операции, прикрывая высадку парашютного десанта в Палембанге, для фильма были тщательно воссозданы сцены высадки и последующего наземного боя.
По требованию армейских чиновников в «палембангских» съёмках было задействовано 30 видеокамер, в результате чего на студии Toho временно остановились все прочие съёмки: камер на них не хватило.
Чтобы операторы с камерами не нарушали реалистичности, попадая в кадр, их одели в форму десантников.
Сцены бомбёжек британского аэродрома и порта в Рангуне во время бирманской операции были созданы при участии мастера по спецэффектам Эйдзи Цубураи, который широко пользовался тщательно созданными макетами реальных мест и построек.

## В ролях
- Сусуму Фудзита — подполковник Татэо Като
- Минору Такада — командующий Китахара
- Ятаро Курокава — капитан Ясуба
- Дэндзиро Окоти — старший лейтенант Токуяма
- Такаси Симура — командующий Аото
- Исао Нумадзаки — старший лейтенант Такада
- Кацухико Хайда — командир парашютистов Ёсида
- Кэндзо Асада — капитан Маруэ
- Такудзо Кумагай — старший лейтенант Хацута

## Премьеры
- — национальная премьера фильма состоялась 9 марта 1944 года[7]